# Un Cabinet de curiosités
Un Cabinet de curiosités (en néerlandais : Een kunstkamer) est un tableau du peintre flamand Frans Francken le Jeune réalisé en 1619 et conservé au musée royal des Beaux-Arts d'Anvers.

## Contexte
Dans l'Europe des xvie et xviie siècles, la collection d'objets issus de la nature (naturalia) et fabriqués par l'homme (artificialia) devient une véritable tendance. Ces cabinets de curiosités étaient un exemple de richesse, de statut et d'apprentissage pour la bourgeoisie anversoise. Initialement, cette collection était une activité de la noblesse, mais bientôt les puissants marchands et magistrats anversois ont également commencé à se profiler de plus en plus comme des connaisseurs d'art. Le marché pour les objets exotiques et les curiosités par le biais de nouvelles routes commerciales vers l'Asie et l'Amérique se développe considérablement. Les murs fictifs avec des objets de valeur ont été créés en même temps que les intérieurs de la galerie. Cependant, ces Preziosenwanden ne sont pas suivis plus loin, car les intérieurs des galeries permettaient une représentation plus élaborée des cabinets de curiosités. De plus, les portraits de collectionneurs identifiables sur ces intérieurs donnaient une dimension supplémentaire au genre. Les propriétaires de cabinets d'art n'étaient pas automatiquement en possession d'un tel cabinet de curiosités. Ces peintures s'intéressaient davantage à la collection elle-même et à la mémoire des pays exotiques d'origine des raretés.
Jusqu'en 1989, on supposait que Jan Brueghel I'Ancien avait inventé ce genre avec son Allégorie de la vue de 1617. Cette année-là, cependant, Härting montra que Frans II Francken peignait des cabinet d'art avant 1617. Au total, Härting lui en attribue 21,.

## Description
Francken crée un espace peu profond dans cette peinture, où toutes sortes d'objets de valeur sont exposés sur une table ou une étagère contre le mur. Ces objets sont agencés selon les principes de la nature morte.

### Carnet de croquis
Le carnet de croquis ouvert à gauche est peut-être le Constboek que Frans I'Ancien a laissé à son fils. On sait toujours par l'inventaire du 17 février 1617 que son père avait ce livre en sa possession. Sur la page de droite, nous voyons une femme nue avec l'inscription « L.S. Bologne ». Il s'agit probablement d'une copie d'après Lionello Spada, né à Bologne en 1576. Le nu féminin sur la page de gauche est signé : Frans Floris invenit. Van de Velde considère ce dessin comme une étude de figures pour Mars, Vénus et Cupidon de Floris.

### Tableaux
Six tableaux sont accrochés au mur du fond,. Au centre domine une Marie à l'enfant dans une guirlande de fleurs, vraisemblablement issue d'une collaboration entre Francken et Andries Daniels (en). Une Vue ovale d'un village en feu, peut-être de Gilles Mostaert, orne le sommet. À gauche du mur se trouve un autre Paysage d'hiver dans le style de Joos de Momper, tout comme le Paysage alpin. À droite, une Adoration des Mages est adossée au mur. Cette œuvre provient de l'atelier de Frans II Francken lui-même, car des versions similaires de l'œuvre du père et du fils sont connues. On reconnaît également à sa gauche une Annonciation qui rappelle celle de Gerrit van Honthorst dans l'église Saint-Jacques d'Anvers. Contre cela s'appuie un petit Moulin sur une colline de Jan Brueghel l'Ancien. Gijsbrecht Leytens et Paul Bril sont mentionnés dans certaines sources comme des sources d'inspiration possibles pour certaines peintures sur le mur. Remarquable sur une image infrarouge de cette peinture est un petit paon de nuit peint sous le paysage vallonné italien vert en haut à gauche. Au-dessus se trouve également une surpeinture, vraisemblablement d'un autre insecte peint. Très probablement, Francken voulait initialement représenter une scène d'insectes à cet endroit. Contre le carnet de croquis, dans un cadre en bois noir, s'adosse un Portrait d'un vieil homme. À en juger par une copie conforme du Victoria & Albert Museum de Londres, il s'agit du miniaturiste gantois Simon Bening, âgé de 75 ans. L'œuvre originale porte une bande rouge en bas avec l'inscription Simon Binninck Alexandris se ipsv pingebat anno aetatis 75. 1558, que Frans II Francken remplace par Anno 1619.

### Fleurs
À droite, un bouquet de fleurs scintille dans un vase en faïence à décor bleu. Cela rappelle Jan Brueghel qui considérait les fleurs comme les joyaux de la nature. Il s'agit d'un bouquet artificiel composé, entre autres, de roses et de tulipes, car il contient des variétés qui fleurissent chacune à un moment différent. Remarquables sont les tulipes blanches et jaunes avec des flammes rouges. Un vase similaire à celui-ci se trouve sur Le Vase de fleurs de Francken, sur lequel on reconnaît un Triomphe de la Mer. Cela peut indiquer que l'eau est une source vitale pour les fleurs. D'autres sources y reconnaissent une lutte entre les Lapithes et les Centaures, il s'agit peut-être d'une référence à la barbarie de la Furie iconoclaste (1566), de la Furie française (1583) et de la Chute d'Anvers (1585),.

### Scène en arrière-plan
Derrière ce bouquet de fleurs se cache une scène satirique-allégorique qui donne à la scène une dimension de fond supplémentaire : deux personnages à tête d'âne renversent une image, un livre, une horloge et une sphère céleste avec une massue. Cette scène fréquente dans les peintures de Frans II Francken indique probablement l'ignorance des masses envers les arts et les sciences,. Dans les tracts symboliques des xvie et xviie siècles, les ânes étaient simplement présentés comme un signe d'ignorance. Karel van Mander souligne également ceci : « L'homme représenté avec une tête d'âne signifie un imprudent : parce que l'âne est très imprudent et oublieux ». Elle contraste avec l'équilibre et la disposition des raretés sur la table. Cela correspond tout à fait à l'image de l'époque, comme en témoigne par exemple la thèse de Cornelis de Bie : « Ars nullum habet inimicum nisi ignorantem ». Il n'est pas clair s'il s'agit d'un tableau de Francken lui-même ou d'une vue vers l'extérieur. Le caractère allégorique des ânes iconoclastes suggère cependant le premier.

### Coquillages
Il n'était pas dans l'intention du peintre de peindre un portrait réaliste d'une collection. Francken ne tient même pas compte des bonnes proportions : il fait des coquillages plus gros que des fleurs. Depuis le xvie siècle, la collecte de ces coquillages est considérée comme une affaire d'intellectuels. Les coquillages étaient donc des objets très précieux et convoités. Francken représente une série de coquillages des océans Indien et Pacifique. À droite de la serrure se trouve une Oliva spicata (en) jaune ocre. L'escargot terrestre indonésien jaune vif extrêmement précieux à sa gauche, ou l'Amphidromus perversus (en), est tourné sur son côté droit, tandis que les coquillages sont normalement tournés vers la gauche dans les cabinets d'art. Derrière se trouve le Cittarium pica (en) antillais. Sur la boîte à bijoux derrière elle se trouvent un Conus marmoreus, un Lioconcha castrensis et un Cymbiola flavicans (en). Il y a une coquille de moule juste à côté de la plume d'oie. On y voit aussi une dent de requin préhistorique et un hippocampe séché.

### Pièces de monnaie
Un grand nombre de pièces de monnaie sont éparpillées sur la table. À gauche s'adosse au carnet de croquis une médaille commémorative en bronze représentant le roi de France Henri IV et son épouse Marie de Médicis, dessinée par Guillaume Dupré. Cette pièce a été frappée en souvenir de la naissance de Louis XIII. Le portrait d'un pape peut être vu sur la médaille verticale d'argent avant. Il s'agit probablement du pape Clément VII, qui s'est fait pousser la pilosité faciale en deuil du sac de Rome en mai 1527 par Charles Quint. La médaille derrière cela fait probablement référence à l'année jubilaire 1525 en raison de l'inscription ANNO IVBILE. Devant la pièce représentant le pape se trouvent huit pièces d'argent, dont des deniers romains, un tétradrachme de Rhodes, un tétradrachme de Philippe de Macédoine et un tradrachme d'Alexandre le Grand. Certaines pièces d'or au-dessus de la dent de requin sont contemporaines, car certaines portent l'inscription ALBERTVS, indiquant les règnes d'Albert et d'Isabelle. On voit aussi le double albertin en or, identifié par la branche croisée. Une plus grande pièce en or avec une croix fleurie est probablement plus ancienne.

### Objets exotiques
En plus des naturalia et des artificialia, tels que diverses lettres et pierres précieuses polies, divers exotica sont également affichés. On reconnaît un cabinet en laque d'Asie de l'Est, des bols chinois, une petite serrure de porte japonaise en cuivre, une ancienne lampe à huile romaine noire et un flacon de parfum romain brun. La plume d'oie à droite et le cadenas japonais central font référence au fait que, outre la mise en valeur de ces objets de valeur, la description et la préservation de ces raretés ont également joué un rôle majeur. Le pendentif en forme de croissant avec perle baroque entre les peintures sur le mur rappelle la combinaison typique de naturalia et artificialia dans une Kunst- und Wunderkammer. La perle robuste a été polie et façonnée par des mains humaines. De plus, Francken veut aussi créer un sentiment de richesse.

## Provenance
Le tableau est vendu en 1903 par le marchand d'art anversois Joseph Hallyn au Musée royal des Beaux-Arts d'Anvers.

### Sources
- (nl) America Bruid van de zon, Gand, Imschoot, 1991
- (de) Arnout Balis et al., Das Flämische Stilleben 1550 – 1680, Lingen, Luca, 2002
- (nl) Alan Chong et al., Het Nederlandse Stilleven 1550 – 1720, Zwolle, Waanders, 1999
- (nl) Bart De Baere et al., Beelddenken : Vijf eeuwen beeld in Antwerpen, Schoten, BAI, 2011
- (nl) Cornelis De Bie, Het gulden cabinet vande edel vry schilder const : inhoudende den lof vande vermarste schilders, architecten, beldthouwers ende plaetsnyders, van dese eeuw, Anvers, Jan Meyssens, 1661
- (de) Ursula Härting, Studien zur Kabinetbildmalerei des Frans Francken II, 1581 – 1642, Hildesheim, Olms, 1983
- (en) In the presence of things : four centuries of European still-life painting, Lisbonne, Calouste Gulbenkian Foundation, 2010
- (nl) Koninklijk Muzeum van Schoone Kunsten te Antwerpen, Beschrijvende Catalogus I Oude Meesters 1905, Anvers, Boek- en Steendrukkerij Jan Boucherij, 1905
- (nl) Nanny Schrijvers, In De tulp : Een wandelparcours door de tuinen en musea van Antwerpen, Anvers, Stadsbestuur, 2006
- Simone Speth-Holterhoff, Les peintres flamands de cabinet d’amateurs au 17e siècle, Bruxelles, Elsevier, 1957
- (nl) Katrien Van der Schueren, « De kunstkamers van Frans II Francken : kritsche analyse van de aldaar aanwezige sculptuur », Jaarboek Koninklijk Museum voor Schone Kunsten, Anvers,‎ 1996
- (nl) Nico Van Hout, 2013, p. 55., Bezoekersgids Het Gulden Cabinet, Koninklijk Museum bij Rockox te gast, 2013, p. 55
- (nl) Nico Van Hout, The Sky is the Limit : Het landschap in de Nederlanden, Koninklijk Museum bij Rockox te gast, 2017, p. 84